# Isamu Akasaki
Isamu Akasaki (jap. 赤崎 勇 Akasaki Isamu; ur. 30 stycznia 1929 w Chiran, w prefekturze Kagoshima, zm. 1 kwietnia 2021 w Nagoi) – japoński fizyk, laureat Nagrody Nobla w dziedzinie fizyki w 2014 roku.

## Praca naukowa
W latach 80. i 90. Isamu Akasaki, Hiroshi Amano i Shuji Nakamura z powodzeniem wykorzystali trudny do obróbki półprzewodnik, jakim jest azotek galu, do stworzenia wydajnych niebieskich diod LED. 

## Życiorys
Po ukończeniu studiów z zakresu inżynierii elektrycznej na Uniwersytecie w Kioto rozpoczął pracę w firmie elektronicznej Kobe Kogyo Corporation. Potem powrócił na uczelnię i w 1964 roku uzyskał doktorat na Uniwersytecie w Nagoi. Po wielu latach pracy w firmie elektronicznej Matsushita w 1981 został profesorem na Uniwersytecie w Nagoi, a następnie także na Uniwersytecie Meijo, również w Nagoi.

## Nagrody i wyróżnienia
Laureat Nagrody Asahi za 2000 rok. W 2009 otrzymał Nagrodę Kioto w dziedzinie zaawansowanych technologii, zaś w 2011 Medal Edisona przyznawany przez IEEE. W 2014 roku otrzymał wspólnie z Hiroshi Amano i Shūji Nakamurą Nagrodę Nobla w dziedzinie fizyki za wynalezienie wydajnej diody emitującej niebieskie światło, które umożliwiły stworzenie jasnych i energooszczędnych źródeł białego światła.

## Odznaczenia
- Order Wschodzącego Słońca III klasy (2002)[2]
- Order Kultury (2011)[2][9]